# طلوع مردگان
طلوع مردگان (به انگلیسی: Dawn of the Dead) فیلمی ترسناک به مدت ۱۱۷ دقیقه در سبک ترسناک به کارگردانی جرج رومرو با بازی دیوید امگ محصول کشور ایالات متحده آمریکا است.